# شركة مكة للإنشاء والتعمير
شركة مكة للإنشاء والتعمير هي شركة مساهمة سعودية، تأسست في الرابع من يونيو عام 1989 , برأس مال يبلغ مليار وستمئة وثمانية وأربعين مليون ريال سعودي، تنشط الشركة في الإنشاء وتعمير وامتلاك العقارات المجاورة للمسجد الحرام وتطويرها وإدارتها واستثمارها وشرائها وتأجيرها والقيام بكافة الأعمال الهندسية اللازم بالإضافة إلى الصيانة وأعمال الهدم والمسح الخاص بها.